# Sonja Drljević
Sonja Drljević (Žirci, 8. februar 1942 – Beograd, 22. decembar 2017) bila je anarhokomunistkinja, feministkinja i aktivistkinja antiratnog pokreta. Učestvovala je u gotovo svim inicijativama za odbranu i unapređenje ženskih i radničkih prava, od studentskih protesta 1968. do smrti.

## Odrastanje i mladost
Sonja Drljević rođena je u braku Milene Trivunac, učiteljice iz Aleksinca, i Sava Drljevića, narodnog heroja i generala-pukovnika Jugoslovenske narodne armije. Sa anarhističkim i socijalističkim idejama upoznala se vrlo rano i kao jedan od ključnih uticaja isticala roman ruskog revolucionara Nikolaja Černiševskog – „Šta da se radi?". Formativnu ulogu u ličnom i ranom razvoju pripisivala je edukativnom radu svoje majke, ističući značaj razvoda svojih roditelja, te činjenice da ju je majka nakon razvoda u potpunosti samostalno odgajala. Smatrala je da su rodne nepravde koje su njenoj majci u životu nanete u njoj probudile želju da pomaže onima koji se nalaze u poziciji žrtve da iz te pozicije izađu. Kao takođe značajnu figuru u svom odrastanju isticala je još jednu samosvojnu ženu nepokolebljive volje – izvesnu teta Rosu, predratnu komunistkinju i partizanku, koja je izdržala mučenja u raznim zatvorima, te izdržavala sebe i ćerku, dok joj je suprug bio zatvoren u logoru na Golom otoku.

Jedino je moja majka, koja nije obraćala pažnji ni na šta, nikad se nije držala nikakvih pravila već samo onog što ona odabere, razgovarala sa tetka-Rosom. Bili smo vrata do vrata i ja sam se družila s njenom devojčicom koja je pošla u školu, a ja sam već bila četvrti razred. Ta žena je na mene ostavila snažan utisak svojom stamenošću, ništa je nije moglo pokolebati. Rekli su joj da mora da napusti Beograd, ona nije, otpustili su je iz službe, ona je po celu noć prekucavala neku istorijsku enciklopediju, nešto preko veze, tako je izdržavala sebe i dete sve dok muž nije došao sa Golog otoka.

—A što ću ti ja jadna pričat: životne priče žena
Nakon završetka Prve beogradske gimnazije Sonja Drljević upisala je Građevinski fakultet. Kao odlična studentkinja primala je stipendiju Mostogradnje, preduzeća u kojem je provela veći deo svog radnog veka. Završila je Građevinski fakultet 1965. (Univerzitet u Beogradu), a potom i Ekonomski fakultet 1978. (Univerzitet u Beogradu).
Sonja Drljević je bila članica Saveza komunističke omladine Jugoslavije od šesnaeste godine, učestvujući na radnim akcijama u Beogradu, Mijatovcu i Vladičinom Hanu u Srbiji i u Đevđeliji u Makedoniji. Tokom studentskih demonstracija u Jugoslaviji 1968. godine upoznala sa idejama Nove levice. Sa anarhizmom se teorijski bliže upoznala preko poznanstva sa italijanskim anarhistom Umbertom Tomazinijem (Umberto Tommasini), te slovenačkim anarhistom Žetkom Gabrijelom. Godine 1968. dobila je sina, kasnije poznatog reditelja, Olega Novkovića.

## Profesionalni život i feministički aktivizam
Posao građevinske inženjerke, te susret sa predrasudama i diskriminacijom žena u ovoj struci, na zanimljiv način prepliću se sa izgradnjom njenog političkog identiteta kao feministkinje i srčanog borca za jednakost žena u društvu. Samim svojim radom na terenu, kao šefica gradilišta, angažovana na konstrukciji 33 mosta, između ostalog i beogradske Gazele i Železničkog mosta u Beogradu, Sonja Drljević rušila je nepisana pravila patrijarhalnog društva da žene ne mogu biti šefice gradilišta. Međutim, ona se od početka borila protiv diskriminacije žena i seksualnog uznemiravanja radnica, posebno čestim u dominantno „muškoj” sferi kakva su gradilišta i konstrukcije. Direktno iskustvo tlačenja i diskriminacije formiralo je njen uvid da je jugoslovensko društvo, deklarativno socijalističko, ipak zadržalo mnoge patrijarhalne obrasce, te da je počivalo na prećutnom konsenzusu da postoje granice, kako u privatnoj, tako i u javnoj sferi, koje žene ne bi trebalo da prekorače.

Kad smo radili na železničkom mostu u Beogradu evo šta je bilo. Jedna od dve pomenute kuvarice imala je ćerku, pa se ta ćerka nesrećno udala, a nije se venčala, i muž ju je maltretirao i tukao. A naša kuvarica Vituška ode tamo, tog muža išamara, uzme svoju ćerku i dovede je sebi. I zaposli se devojče kao spremačica (imala je sedamnaest godina) kod nas na gradilištu. A šef spremačica je uceni: – Ako hoćeš da radiš, moraš da mi daš. To jest da spava s njim. Takvi su to bili, kao i sad, kao verovatno i pre sto godina, muško-ženski odnosi. Ako muškarac ima moć, a pri tom mislim da ima apsolutnu, on to zloupotrebljava u svakom pogledu. I dobro, tu se tako izdešavalo. Međutim, ova se devojka na kraju požalila majci. I sad kako je ova naša kuvarica, koja je otprilike bila kao i ćerka kad sam je ja upoznala, deset godina pre toga, sad stekla samopoštovanje, postala glavna kuvarica, završila školu i shvatila samoupravljanje kao nešto što se podrazumeva, preduzme sve korake po redu: na radnički savet, pa na disciplinsku komisiju, pa smo se mi žene organizovale i od toga se napravi velika afera. Mada su se sve kolege podsmevale meni: – Ti, Sonja, samo trošiš vreme na gluposti - jaka ti je ona tvoja štićenica: gaće dole – gaće gore! Pošto je na disciplinskoj devojka pričala šta je taj radio u tom hotelu, ali bez obzira, mi smo to: – Gaće, neka – bile su dole, biće gore. I onda je odlučio radnički savet i disciplinska komisija i pravobranilac da ga suspenduju i svi koji su tu ne znam šta brujali i ismevali devojku po tom muško-ženskom pitanju, nabiše se u mišju rupu. To se ne bi moglo desiti da nije bilo samoupravljanja. I da ta žena nije kroz školovanje i kroz ostale aktivnosti stasala u samosvesnu ličnost.

—A što ću ti ja jadna pričat:životne priče žena
Od organizacije konferencije Drug-ca Žena 1978, Sonja Drljević učestvuje u stvaranju feminističkog pokreta u Jugoslaviji, kasnije u Srbiji. U periodu od 1979. do 1994. inicirala je osnivanje sledećih organizacija i učestvovala u njihovom radu; to su Feministička istraživačka grupa Žena i društvo (1979), zatim Centra za ženske studije, istraživanja i komunikaciju (1992, zajedno sa Marinom Blagojević, Nedom Božinović, Biljanom Dojčinović Nešić, Dašom Duhaček, Jasminom Lukić, Lepom Mlađenović, Zoricom Mršević, Žaranom Papić, Slavicom Stojanović i Jasminom Tešanović), gde je radila kao programska koordinatorka do 1998. i držala predavanja o ruskom feminizmu. Sonja Drljević je bila inicijatorka formiranja Centra za ženske studije, smatrajući da je bogate diskusiono-tribinske i edukativne programe grupe Žena i društvo u tom trenutku bilo neophodno podići na viši istraživački i teorijski nivo. Učestvuje i u osnivanju SOS telefona za žene i decu žrtve nasilja i Beogradskog ženskog lobija (1990), organizacije koja je promovisala uključivanje žena u politički život. Feministički aktivizam u poslednjoj deceniji dvadesetog veka u Srbiji bio je rastrzan između političkog organizovanja u užem smislu, sa jedne, i povezivanja i organizovanja višestruko marginalizovanih i potlačenih žena, humanitarnog rada (sa izbeglicama i na SOS telefonu), sa druge strane.
Sonja Drljević, zajedno sa feministkinjama koje uviđaju da rad sa žrtvama nasilja nije dovoljan, osniva Beogradski ženski lobi kao feministički odgovor na dnevno-političke izazove sve agresivnije nacionalističke i ratničko-patrijarhalne politike. Beogradski ženski lobi organizovao je brojne proteste kao odgovor na pokušaj vlasti da Ustavom ograniči ne samo pravo na abortus već i da ograniči pravo na kontrolu rađanja populacionom politikom koja je agresivno promovisala podsticanje rađanja srpske etničke većine nauštrb manjinskih etniciteta. Beogradski ženski lobi apelovao je na javnost i institucije, između ostalog, i Rezolucijom o populacionoj politici, Zahtevom skupštini grada za otvaranje skloništa za žene i decu žrtve nasilja, Minimalnim programom ženskih zahteva, čija je kreatorka i potpisnica bila Sonja Drljević. Kada je nakon prvih višestranačkih izbora u decembru 1990, u skupštinu Srbije izabrano tek nešto više od 1% poslanica, Sonja Drljević, zajedno sa Anđelkom Milić, Sonjom Liht, Jelkom Kljajić Imširović, Vesnom Pešić, osniva Žensku parlamentarnu mrežu, koja se borila za uključivanje žena u sve institucije javno-političkog života. Počevši od organizacije Žena i društvo, čije su članice pristupile Udruženju za jugoslovensku demokratsku inicijativu nakon njegovog osnivanja, sve ove organizacije zauzimale su snažne antiratne pozicije.
Sonja Drljević smatrala je da je za sistemsku promenu društva neophodno osnivanje ženske mreže na tri nivoa – jednom koji bi obuhvatao praktičnu žensku solidarnost koja se tiče svakodnevnih problema žena, dok bi drugi nivo podrazumevao sindikalno organizovanje radnica, a treći udruživanje političarki. Koordinisanje ova tri nivoa, te njihovo međusobno prožimanje predstavljalo bi osnovu za to da žene učešćem u parlamentarnom sistemu zaista mogu da zagovaraju i sprovode politiku u interesu većine žena. Važan aspekat aktivizma Sonje Drljević tokom ratova u bivšoj Jugoslaviji bio je i rad sa izbeglicama od 1992. do 1997. Razne feminističke nevladine organizacije pisale su zajedničke projekte za pomoć (humanitarnu i socijalno-psihološku) izbeglicama. Tako je Sonja Drljević, kao predstavnica Centra za ženske studije, bila u koordinacionom telu Kuće za žene izbeglice iz Krajine – „Lastavica” – te koordinatorka programa „Zdravo da si”, koji je obuhvatao 50 izbegličkih centara u Srbiji i Crnoj Gori.
Godine 1995. Sonja Drljević odlazi u penziju završavajući svoj radni vek u odseku za finansije u preduzeću Jugoeksport. Imajući u vidu njene mnogobrojne aktivnosti od odlaska u penziju do smrti, može se reći da njena strast prema političkom organizovanju i aktivistička istrajnost doživljavaju svoj puni zamah u narednim decenijama. U svom višedecenijskom političkom angažmanu držala se stava da su feministička teorija i praksa neodvojive, određujući feminizam kao „teoriju i praksu koja se zalaže za širenje prava i uloge žene u društvu”. U knjizi koja se detaljno bavi istorijom ženskog pokreta u Srbiji tokom devedesetih godina prošlog veka, „Ka vidljivoj ženskoj istoriji" (priredila Marina Blagojević), ukazuje se na tenziju koja je postojala između proakademski i proaktivistički orijentisanih feministkinja. Kompromisni naziv, Centar za ženske studije, istraživanja i komunikaciju, kako je ova nevladina organizacija zvanično registrovana 1993, jedan je od pokazatelja te napetosti, budući da je reč „komunikacija” dodata kako ne bi samo teorijsko-istraživački rad (ženske studije) bio u fokusu. Međutim, kako je integracija u akademsku javnost zacrtana kao jedan od strateških ciljeva Centra, 1998. dolazi do strateškog razilaženja unutar ove feminističke organizacije.

## AŽIN. Ekonomska prava žena i radničko organizovanje
O odnosu anarhokomunizma i feminizma govorila je ovako: Da li mi je feministička politika menjala život? Kako da kažem, u svakom slučaju je uticala, da je menjala, rekla bih i ne naročito jer ja sam imala neko svoje opredeljenje, odnosno, ja sam u feminizam došla iz anarhizma. Ako gledamo idejno, komunizam i anarhizam predstavljaju moje osnovno opredeljenje, i nekako normalno iz tog opredeljenja za mene ide i feminizam. Ne mogu da kažem da sam se menjala kroz feminizam, već da sam one ideje koje sam već prihvatila iz anarhizma, dalje sprovodila i u svom feminističkom angažmanu.

—Solidarnost i feministička politika
Zbog tog razilaženja, Sonja Drljević i aktivistički orijentisane feministkinje osnivaju nevladinu organizaciju AŽIN, Asocijaciju za žensku inicijativu, sa Informaciono-dokumentacionim trening centrom (kasnije ŽINDOK). Istrajna u očuvanju anarhokomunističkih vrednosti i dosledno antikapitalistički orijentisana, Sonja Drljević prepoznala je da će pretrajavanja patrijarhalnih struktura iz prethodnog sistema u susretu sa neoliberalizmom prostituciju, kao jedan od fundamentalnih oblika tlačenja žena, pretvoriti u industriju koja će porobljavati sve veći broj žena. Zbog toga je, u okviru AŽIN-a, kao programska koordinatorka ove nevladine organizacije, inicirala kampanju za borbu protiv trgovine ženama. Od januara 2000. do juna 2002. bila je, zajedno sa drugim članicama AŽIN-a, jedna od urednica feminističkog biltena „Novosti sa ženske scene”. Nakon Petooktobarskih promena, bila je koordinatorka predizborne kampanje za povećanje broja žena u političkim strankama, parlamentu i javnoj sferi.
Takođe, bavila se programima ekonomskog osnaživanja žena kroz zadrugarstvo, te je dosledno podržavala antiprivatizacijske kampanje, radničke proteste i štrajkove, uključujući i najskoriji generalni štrajk u Srbiji, 2014. godine. Sarađujući sa raznim levičarskim kolektivima, poput Fondacije Roza Luksemburg i grupe za samoobrazovanje Učitelj neznalica i njegovi komiteti, dala je značajan doprinos praktičnom povezivanju levičarskog i feminističkog aktivizma u Srbiji. Jedan od primera takve saradnje bio je i ciklus tribina u organizaciji Fondacije Roza Luksemburg „Rod i levica”.
Ne manje važno, od 2004. bila je članica Saveta za ravnopravnost polova u Vladi Srbije i učesnica Ženske platforme za razvoj Srbije. Jedna je od prvih dobitnica (2016) nagrade „Anđelka Milić” za pionirski doprinos razvoju ženskog pokreta u Srbiji. Ova nagrada se dodeljuje za feminističko stvaralaštvo u oblasti nauke i kulture.
Iako nepokolebljiva u stavu da njeno feminističko delovanje proizilazi iz anarhokomunističkih principa, insistirala je na ženskoj solidarnosti kao osnovu za dijalog između liberalnih i levo orijentisanih feministkinja. Uprkos neumornom učestvovanju u gotovo svim frontovima za jednakost i socijalnu pravdu, pre svega kao koordinatorka, edukatorka i organizatorka, Sonja Drljević iza sebe nije ostavila teorijske studije niti obimnije političke tekstove.

## Smrt
Drljević je preminula krajem decembra 2017. godine. Po njenim željama, ona je kremirana, a preko kovčega je stajala zastava SFRJ. U trenutku kremacije je intonirana Internacionala.

## Privatni život
Njen sin je poznati reditelj Oleg Novković, a sestrić poznati srpski anarhista Ratibor Trivunac. Prema Ratiborovom svedočenju, ona ga je privukla ljubavi prema anarhiji dajući mu knjige s anarhističkom tematikom.